# Rajendra Chola I
Rajendra Chola I (Tiếng Tamill: முதலாம் இராசேந்திர சோழன்) là con của Rajaraja Chola I, vị vua nổi tiếng của nhà Chola ở Bắc Ấn ngày nay. Năm 1014, ông lên ngôi hoàng đế. Ông thừa hưởng từ vua cha một đế quốc Chola rộng lớn, và mở rộng ảnh hưởng của đế quốc này tới bờ sông Hằng ở phía Bắc, lại còn vượt đại dương. Lãnh thổ của Rajendra còn được mở rộng đến miền ven biển Miến Điện, các đảo Andaman và Nicobar, Lakshadweep, Maldives, ông đánh bại các vị vua xứ Srivijaya (Sumatra, Java và Bán đảo Mã Lai ở Đông Nam Á) và những hòn đảo Pegu với hải quân hùng mạnh của mình. Quân ông đập tan quân của vua nhà Pala xứ Bengal và Bihar là Mahipala. Để kỷ niệm chiến thắng này, nhà vua xây dựng một thủ đô mới được đặt tên là Gangaikonda Cholapuram. Quân đội Chola còn bắt buộc Xiêm La và vương quốc của người Khmer ở Campuchia phải triều cống. Giống như những triều đại trước nhà Chola, triều Pallava và triều Pandiyan đương thời, triều Chola dưới thời Raja Raja I và Rajendra Chola I cũng thực hiện một vài cuộc chinh phạt nhằm chiếm những vùng đất nằm bên ngoài vùng biển Ấn Độ. Trong những ông vua này, Rajendra là người đã chinh phạt những vùng đất hải ngoại rộng lớn, bao gồm Andamans, Lakshadweepa, những vùng đất rộng lớn ở bán đảo Trung Ấn (thuộc Thái Lan, Malaysia, Lào, Indonesia và Việt Nam ngày nay) và cả Miến Điện. Trên thực tế, Rajendra Chola I là vị vua người Ấn đầu tiên đã đẫn quân đội ra hải ngoại và chinh phạt những vùng đất ở đó.
Ông cũng xây dựng một ngôi đền thờ Siva tại Gangaikonda Cholapuram, được thiết kế giống như ngôi đền Brihadisvara ở Tanjore do vua cha Rajaraja Chola xây dựng. Ông xưng các đế hiệu Parakesari và Yuddhamalla.

## Đồng chấp chính

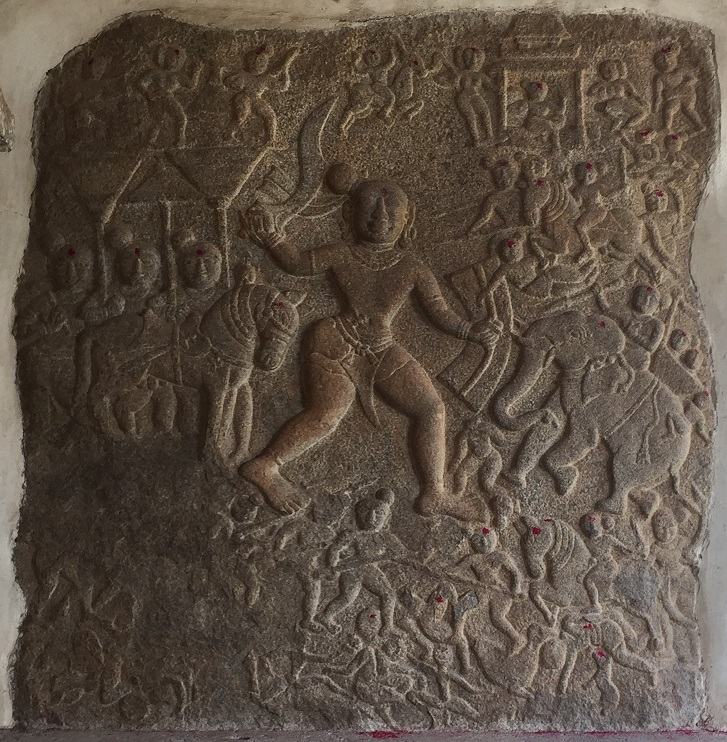
Rajendra Chola trong Trận chiến, Đền Kolaramma, Kolar

Rajaraja Chola I phong Rajendra làm Hoàng thái tử đồng chấp chính năm 1012. Hai cha con cùng trị vì trong vài năm cuối đời vua Rajaraja. Trong một số cuộc chiến, chẳng hạn như chiến tranh chống Vengi và Kalinga vào cuối triều Rajaraja Rajendra đã cầm quân chống giặc.
Rajendra chính thức thừa kế ngôi vua năm 1014 CE, sau hai năm làm Đồng chấp chính. Ít lâu sau, vào năm 1018 ông chọn con trai trưởng là Rajadhiraja Chola I làm yuvaraja (Đồng chấp chính).